# Corallium niobe
Corallium niobe is een zachte koraalsoort uit de familie Coralliidae. De koraalsoort komt uit het geslacht Corallium. Corallium niobe werd in 1964 voor het eerst wetenschappelijk beschreven door Bayer. 